# Asigurare de moarte
Asigurare de moarte (1944) (denumire originală Double Indemnity cu sensul de Dublă despăgubire) este un film noir american regizat de Billy Wilder după un scenariu de Wilder și Raymond Chandler. Filmul este produs de Buddy DeSylva și Joseph Sistrom. Scenariul se bazează pe nuvela cu același titlu scrisă de James M. Cain în 1935, nuvelă care a apărut în opt părți în revista Liberty.
În film interpretează Fred MacMurray ca un agent de asigurări, Barbara Stanwyck ca o soție provocatoare care dorește ca soțul ei să moară și Edward G. Robinson ca responsabilul cu revendicările la aceeași agenție de asigurări a cărui sarcină este să descopere pe cei care vor să înșele firma pentru ca să încaseze pe nedrept despăgubirile.  Termenul de Dublă despăgubire se referă la o clauză din anumite polițe de asigurare de viață care dublează câștigul în cazurile în care moartea are loc accidental.
Lăudat de mulți critici cu ocazia premierei, filmul a fost nominalizat la șapte premii Oscar dar nu a câștigat niciunul. Considerat un film clasic, este deseori citat ca fiind un film noir paradigmatic și a devenit un standard pentru filmele care au urmat în acest gen.
Considerat ca având valoare „culturală, istorică și estetică” de către Biblioteca Congresului Statelor Unite ale Americii în 1992, Double Indemnity a fost selectat pentru conservare în National Film Registry. În 1998, a fost plasat pe locul 38 de către American Film Institute pe lista celor mai bune 100 de filme americane din secolul al XX-lea și în 2007 pe locul 29 pe lista AFI la a 10-a aniversare.

## Rezumat

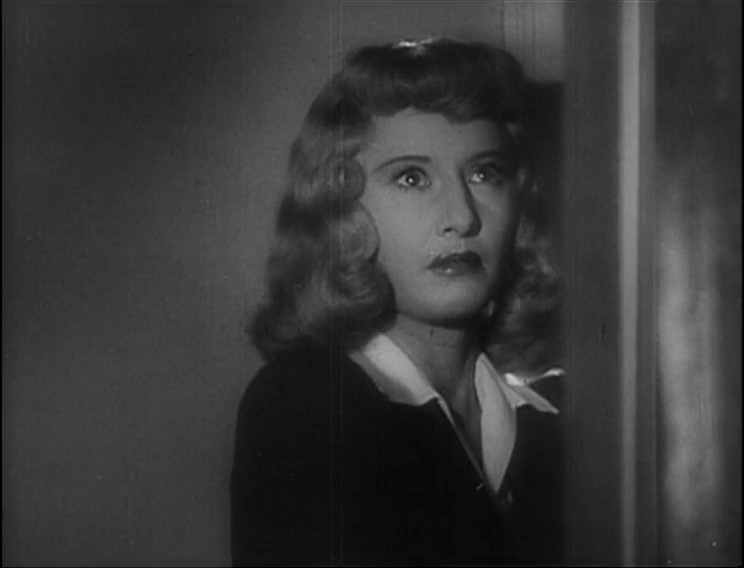
Barbara Stanwyck

Walter Neff (Fred MacMurray), un bun vânzător de asigurări al agenției Pacific All Risk, se reîntoarce noapte târziu în biroul său din centrul orașului Los Angeles. El este grav rănit și are dureri în timp ce se așază la biroul său pentru a dicta un memo pentru colegul său Barton Keyes (Edward G. Robinson), un detectiv de asigurări. Această dictare audio devine povestea filmului, care este prezentată în stilul narativ flashback:
Neff se întâlnește prima oară cu atrăgătoarea Phyllis Dietrichson (Barbara Stanwyck) în momentul când este chemat la ea acasă pentru a reînnoi o poliță de asigurare auto pentru soțul ei. Cei doi încep să flirteze unul cu celălalt, cel puțin până când Phyllis îl întreabă cum ar putea face rost de o poliță de asigurare pe viață pentru soțul fără ca acesta să știe. Neff își dă seama că ea plănuiește o crimă și pleacă în grabă nevrând să aibă de-a face cu așa ceva.
Phyllis se duce acasă la Neff și după ce flirtează iar cu el, Neff este de acord să-l facă pe soțul ei să semneze și apoi să-l ucidă astfel încât Phyllis să încaseze polița de asigurare fără să fie prinsă. Neff știe toate tainele meseriei, desigur, și schițează un plan în care soțul lui Phyllis va muri accidental într-un tren, ceea ce ar duce la dublarea sumei de despăgubire. Mai întâi Neff îl pune pe soț să semneze banala poliță de asigurare auto și apoi sub pretextul că semnează același hârtii ca dublură a actelor pentru firmă, Neff îl păcălește să semneze o poliță de asigurare pe viață.
Phyllis și Neff își continuă apoi planul. Soțul ei, Dietrichson ,fiind rănit la un picior (inițial refuzase să mai plece cu trenul), Phyllis îl duce cu mașina la stația de trenuri. Neff se ascunde pe bancheta din spate a mașinii pe care Phyllis o conducea. Când aceasta intră pe o alee întunecoasă, Neff îi rupe gâtul soțului ei care moare. Neff, însoțit de Phyllis, se urcă în tren, pretinzând că este soțul eo care pleacă într-o excursie la Palo Alto pentru o reuniune de colegiu. El folosește o pereche de cârje pentru ca eventualii martori să creadă că este Dietrichson și-și îndeasă pălăria pe ochi. Se duce în spatele ultimului vagon pentru a sări din tren dar acolo este pasager din Oregon. Îi spune acestuia că el este domnul Dietrichson și-l roagă să-i aducă trabucurile din compartimentul său. Necunoscutul pleacă dându-i ocazia lui Phyllis să sară în siguranță din trenul care circula cu 30 km/h și să pună cadavrul adus de Neff cu mașina pe șine. Phyllis și Neff se întorc acasă și totul pare să fie decurs conform planului.
Domnul Norton, șeful companiei de asigurări, consideră că decesul este de fapt o sinucidere și este pregătit să rezolve cazul cu doamna Phyllis, neplătindu-i nimic în caz de sinucidere. Dar investigatorul Keyes îl contrazice pe baza statisticilor care arată că este imposibilă o sinucidere în acest fel. La auzul acestor vorbe, Neff inițial este încântat.
Keyes nu observă nimic suspect la început, dar „micul om” din stomacul său începe să-l sâcâie la fel ca în toate cazurile când ceva era necurat la mijloc. În cele din urmă ajunge la concluzia că domul Dietrichson nu putea muri accidental dintr-o cădere din tren la 35 km/h și că vinovată poate fi doar soția acestuia, care ar încasa banii de asigurare. Pin urmare Keyes își dă seama că cineva s-a dat drept domnul Dietrichson în tren, prin urmare Phyllis are și un complice necunoscut. Dar Keyes nu are niciun motiv să-l suspecteze pe Neff, un coleg cu care a lucrat împreună de mult timp și pentru care manifestă o afecțiune paternă.
Keyes, cu toate acestea, nu este singura grijă a lui Neff. Fiica victimei, Lola (Jean Heather), se întâlnește cu Neff și îi spune că este convinsă că mama sa vitregă Phyllis este în spatele morții tatălui ei, la fel cum a omorât-o și pe mama sa atunci când Phyllis era doar o asistentă medicală și voia să devină soția domnului Dietrichson pentru a avea un cămin. Neff încearcă să-i explice că este traumatizată și că se înșală în privința doamnei Phyllis.
Keyes, acum suspectând că Dietrichson a fost ucis, este pregătit să respinge cererea doamnei Phyllis. Phyllis vrea să-l dea în judecată, dar Neff o avertizează să nu facă acest lucru deoarece nu au un caz solid deoarece Lola va depune mărturie la tribunal despre trecutul ei dubios.
Neff află că Phyllis are o relație și cu prietenul Lolei, Nino, astfel încât își dă seama că i-a fost infidelă și l-a învârtit pe degete. Între timp Keyes este convins că Nino este complicele doamnei Phyllis și că acesta l-a ucis pe domnul Dietrichson. 

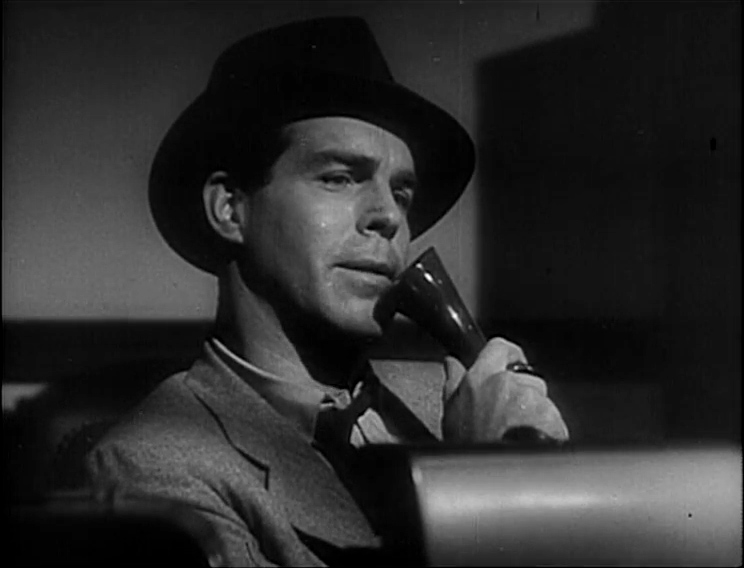
Confesiunea lui Neff la Dictafon

Neff și Phyllis se întâlnesc acasă la ea. Phyllis îi spune că s-a văzut cu Nino doar pentru a-l provoca pe acesta s-o ucidă pe Lola într-o criză de gelozie.  Neff acum este total dezgustat și este pe cale s-o omoare pe Phyllis, dar ea îl împușcă prima. Grav rănit dar încă în picioare, el avansează spre ea, obligând-o pe Phyllis să-l împuște iar. Dar ea nu mai trage așa că el îi smulge arma din mână. Ea îi spune că niciodată nu l-a iubit și că acest lucru este adevărat „până acum un minut în urmă, când n-am putut să mai trag a doua oară”. Neff îi spune cu răceală că nu crede nimic din ceea ce spune, ea încearcă să-l îmbrățișeze strâns, dar se trage deoparte atunci când simte arma îndreptată spre ea. Neff îi spune „la revedere, dragă”, trage de două ori și o omoară.
Afară, Neff se ascunde în tufișuri în timp ce Nino se apropie, aparent pentru a-și vizita iubita, pe Phyllis. Neff i se arată și îi recomandă să nu intre în casă, ci s-o părăsească și să se întâlnească cu „femeia care te iubește cu adevărat” — Lola.  Nino este de acord și pleacă, evitând astfel să-și lase amprentele la locul crimei și să fie el cel condamnat.

Neff, grav rănit, conduce până la biroul său, se așază la dictafon și începe să dea explicații a ceea ce s-a întâmplat. Keyes sosește în mijlocul confesiunii și aude suficient pentru a înțelege totul. Neff îi spune lui Keyes că are de gând să plece în Mexic, mai degrabă decât să înfrunte o condamnare la moarte- dar cade pe podea înainte ca el să poată ajunge la lift. În timp ce Keyes se uită la el căzut pe jos, Neff îi spune de ce a eșuat în rezolvarea cazului: „Pentru că tipul pe care-l căutați era prea aproape, chiar în fata biroului dumneavoastră”. Keyes îi spune lui Neff că a fost „mult mai aproape de atât”, la care Neff îi răspunde că „și eu te iubesc de asemenea” și-și pune o țigară în gură. Neff nu mai capabil să aprindă un băț de chibrit așa cum a făcut-o de-a lungul întregului film, așa că îi aprinde Keyes un băț de chibrit. 

## Distribuție
- Fred MacMurray este Walter Neff
- Barbara Stanwyck este Phyllis Dietrichson
- Edward G. Robinson este Barton Keyes
- Porter Hall este Mr Jackson
- Jean Heather este Lola Dietrichson
- Tom Powers este Mr Dietrichson
- Byron Barr este Nino Zachetti
- Richard Gaines este Edward S. Norton, Jr.
- Fortunio Bonanova este Sam Garlopis
- John Philliber este Joe Peters
- Raymond Chandler este omul care citește o carte (cameo)

## Producție

### Scenariu

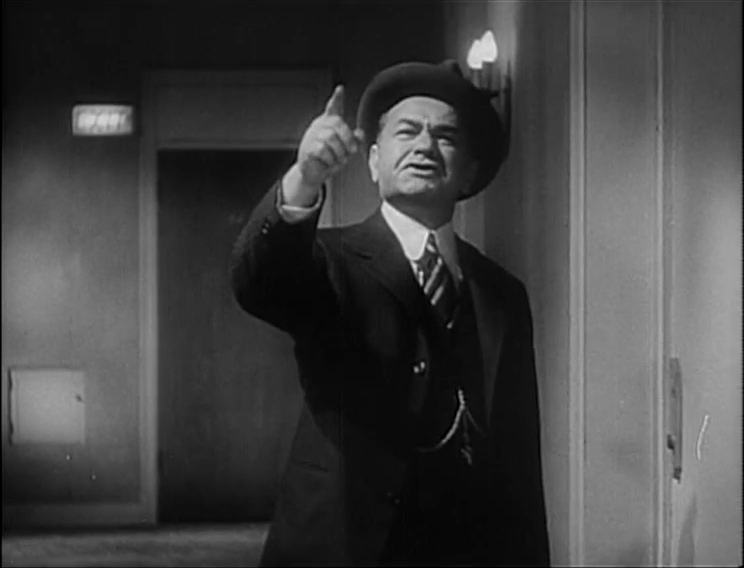
Cel mai mare coșmar al criminalilor: Detectivul de asigurări Keyes descoperă cele mai ascunse planuri

După ce Paramount a cumpărat drepturile de autor pentru nuvela lui Wilder, următorul pas a fost realizarea scenariului. 